# Lamin Jawo
Lamin Jawo (Banjul, 15 marzo 1995) è un calciatore gambiano, attaccante del Jablonec in prestito dal Mladá Boleslav.

## Carriera
Nella stagione 2014-2015 ha realizzato 3 reti in 26 presenze in Serie D con la maglia del Vado; è rimasto in Liguria anche nella stagione successiva, trascorsa in Promozione al Finale. Successivamente è stato tesserato dal Carpi, club di Serie B, con cui nella stagione 2016-2017 ha giocato 3 partite nel campionato cadetto per poi trascorrere la seconda metà della stagione in prestito al Siena, con cui ha realizzato una rete in 9 presenze in Lega Pro. Ha poi iniziato la stagione 2017-2018 segnando una rete in una presenza in Coppa Italia ancora al Carpi, che l'ha poi ceduto in prestito in Serie C alla Feralpisalò, club con il quale nel campionato di terza divisione ha giocato 11 partite senza mai segnare. Successivamente è tornato in Liguria, alla Sanremese, club con cui nella seconda metà della stagione 2017-2018 ha giocato 13 partite (più una nei play-off) nel campionato di Serie D, categoria in cui con i molisani dell'Olympia Agnonese ha poi messo a segno 3 reti in 18 presenze nella prima metà della stagione 2018-2019.
Dopo un periodo di prova con il Vysočina Jihlava, il 29 gennaio 2019 ha firmato un contratto valido fino al giugno 2020. Il 21 gennaio 2020 si è trasferito a titolo gratuito al Trinity Zlín, firmando un contratto triennale.

## Statistiche

### Presenze e reti nei club
Statistiche aggiornate all'11 gennaio 2023.
| Stagione                | Squadra                 | Campionato              | Campionato | Campionato | Coppe nazionali | Coppe nazionali | Coppe nazionali | Coppe continentali | Coppe continentali | Coppe continentali | Altre coppe | Altre coppe | Altre coppe | Totale | Totale |
| Stagione                | Squadra                 | Comp                    | Pres       | Reti       | Comp            | Pres            | Reti            | Comp               | Pres               | Reti               | Comp        | Pres        | Reti        | Pres   | Reti   |
| ----------------------- | ----------------------- | ----------------------- | ---------- | ---------- | --------------- | --------------- | --------------- | ------------------ | ------------------ | ------------------ | ----------- | ----------- | ----------- | ------ | ------ |
| 2014-2015               | Vado                    | D                       | 26         | 3          | CI-D            | ?               | ?               |                    | -                  | -                  |             | -           | -           | 26     | 3      |
| 2016-gen. 2017          | Carpi                   | B                       | 3          | 0          | CI              | 0               | 0               |                    | -                  | -                  |             | -           | -           | 3      | 0      |
| gen.-giu. 2017          | Siena                   | LP                      | 9          | 1          | CI+CI-LP        | -               | -               |                    | -                  | -                  |             | -           | -           | 9      | 1      |
| ago. 2017               | Carpi                   | B                       | -          | -          | CI              | 1               | 1               |                    | -                  | -                  |             | -           | -           | 1      | 1      |
| Totale Carpi            | Totale Carpi            | Totale Carpi            | 3          | 0          |                 | 1               | 1               |                    | -                  | -                  |             | -           | -           | 4      | 1      |
| ago. 2017-gen. 2018     | Feralpisalò             | C                       | 11         | 0          | CI+CI-C         | - + 2           | - + 1           |                    | -                  | -                  |             | -           | -           | 13     | 1      |
| gen.-giu. 2018          | Unione Sanremo          | D                       | 13+1       | 0          | CI-D            | 1               | 0               |                    | -                  | -                  |             | -           | -           | 15     | 0      |
| 2018-gen. 2019          | Olympia Agnonese        | D                       | 18         | 3          | CI-D            | 1               | 0               |                    | -                  | -                  |             | -           | -           | 19     | 3      |
| gen.-giu. 2019          | Vysočina Jihlava        | FNL                     | 9+1        | 0          | CRC             | -               | -               |                    | -                  | -                  |             | -           | -           | 10     | 0      |
| 2019-gen. 2020          | Vysočina Jihlava        | FNL                     | 9          | 5          | CRC             | 2               | 0               |                    | -                  | -                  |             | -           | -           | 11     | 5      |
| Totale Vysočina Jihlava | Totale Vysočina Jihlava | Totale Vysočina Jihlava | 18+1       | 5+0        |                 | 2               | 0               |                    | -                  | -                  |             | -           | -           | 21     | 5      |
| gen.-giu. 2020          | Trinity Zlín            | 1L                      | 10+3       | 1+0        | CRC             | -               | -               |                    | -                  | -                  |             | -           | -           | 13     | 1      |
| 2020-2021               | Trinity Zlín            | 1L                      | 28         | 1          | CRC             | 1               | 0               |                    | -                  | -                  |             | -           | -           | 29     | 1      |
| 2021-2022               | Trinity Zlín            | 1L                      | 8+5        | 0          | CRC             | 1               | 0               |                    | -                  | -                  |             | -           | -           | 14     | 0      |
| 2022-gen. 2023          | Trinity Zlín            | 1L                      | 16         | 3          | CRC             | 3               | 0               |                    | -                  | -                  |             | -           | -           | 19     | 3      |
| Totale Trinity Zlín     | Totale Trinity Zlín     | Totale Trinity Zlín     | 62+8       | 5          |                 | 5               | 0               |                    | -                  | -                  |             | -           | -           | 75     | 5      |
| gen.-giu. 2023          | Mladá Boleslav          | 1L                      | 0          | 0          | CRC             | -               | -               |                    | -                  | -                  |             | -           | -           | 0      | 0      |
| Totale carriera         | Totale carriera         | Totale carriera         | 170        | 17         |                 | 12              | 2               |                    | -                  | -                  |             | -           | -           | 182    | 19     |